# Place de la Gare (Bruges)
Pour les articles homonymes, voir Place de la Gare.
La place de la Gare (en néerlandais : Stationsplein) est une place, construite en 1938, de la ville belge de Bruges, sur laquelle se trouve la gare principale.